# ハートリー・フィールド
ハートリー・H・フィールド（Hartry H. Field、1946年 - ）はアメリカ合衆国の哲学者。ニューヨーク大学(NYU)哲学部教授。形而上学、数学の哲学、論理学の哲学、科学哲学を専門とする。
1967年にウィスコンシン大学で数学のB.A.（学士号）を取得した後、1968年にハーバード大学で哲学のM.A.（修士号）を所得。さらに1972年に同大学でPh.D.（博士号）を取得した。当時の指導教授はヒラリー・パトナムであった。
南カリフォルニア大学(USC)やニューヨーク市立大学(CUNY)大学院で教えた後、現職。
最初の研究テーマはアルフレト・タルスキの真理論への注釈であった。現在このテーマについては、真理のデフレ理論を支持するに至っている。当時の著作で最も有名なのはおそらく、『哲学雑誌』Journal of Philosophy(70, 14: 462-481)に掲載された論文「理論変化と参照の不決定」"Theory Change and the Indeterminacy of Reference"であり、これは部分的意味の概念を導入したものであった。
1980年代にフィールドは数学の哲学の分野において数学的フィクショナリズム（fictionalism）の検討に着手した。これは、すべての数学的言明は単なる有益なフィクションにすぎず、文字通りの真理であるとみなすべきではない、とする説である。
最近の研究テーマは意味論的パラドックスの問題である。
またフィールドは全米博士研究員組織委員会(Graduate Student Organizing Committee, GSOC)やニューヨーク大学博士研究員組合の有力な支援者としても有名である。

## 著書
- Science Without Numbers (Blackwell 1980) - 1986年度ラカトシュ賞受賞
- Realism, Mathematics and Modality (Blackwell 1989)
- Truth and the Absence of Fact (Oxford 2001)
- Saving Truth from Paradox (Oxford 2008)